# Fiat 626
Le Fiat 626 est un camion moyen tonnage fabriqué par le constructeur italien Fiat V.I. à partir de 1939 qui répondait au cahier des charges de l'armée italienne qui avait imposé 3 types dits "unifiés".

## Histoire
Le Fiat 626N fut le premier et le plus diffusé des camions unifiés légers utilisés par l'armée italienne, durant la Seconde Guerre mondiale. Ce camion, réputé pour résister à toutes les épreuves restera en fabrication jusqu'en 1947. Il inaugure la tradition Fiat V.I. des camions à cabine avancée.
Nota : le type de camion "unifié" était une imposition de l'armée du Roi d'Italie à tous les constructeurs afin que leurs modèles soient conformes aux critères de l'armée en cas de réquisition. Afin de pouvoir mobiliser facilement les camions civils en cas de guerre, le décret royal no 1809 promulgué le 14 juillet 1937 donna naissance aux camions dits "unifiés". Il s'agissait de fixer des règles précises pour l'étude et la production des camions moyens et lourds, communes aux véhicules civils et militaires. Dans le domaine des camions moyens, le décret préconisait l'utilisation d'un moteur Diesel, mais les moteurs essence soient également admis, et spécifiait un poids maximal en charge de 6 500 kg, une charge utile minimale de 3 000 kg, un rayon de braquage de 7 m et une vitesse de 60 km/h. La largeur maximale de 2,35 m et la garde au sol minimale de 200 mm étaient commune entre les camions moyens et lourds.
Lors de sa présentation aux autorités militaires le 15 mai 1939, le Fiat 626N fut présenté, tout comme son grand frère, le Fiat 666, comme un camion moderne, consommant peu, sûr, doté d'un excellent rapport poids/puissance et capable d'être utilisé aussi en tout terrain. De nombreux 626N et NM furent également envoyés en URSS, où ils durent faire face au climat rude continental durant l'hiver.
Une version motorisée à l'essence, le Fiat 626 BM, fut également développée et largement utilisée, démontrant de meilleures qualités que celle diesel, notamment grâce à la grande flexibilité de son moteur.
Si le Fiat 626 pouvait être utilisé en tout terrain dans une certaine mesure, l'expérience de l'armée italienne acquise en Afrique du Nord démontra la nécessité de disposer d'un camion à traction intégrale. Fiat décida alors d'utiliser la très bonne base du 626 BLM pour en faire une version à quatre roues motrices, baptisée Fiat 625 BLM. La transmission aux roues avant était obtenue en remplaçant l'essieu existant par un essieu de section tubulaire renfermant des demi-axes entraînés par un différentiel désaxé. Les réducteurs placés près des roues entraînaient une augmentation significative de la largeur de l'essieu et des garde-boue. Pour l'utilisation en tout terrain, le diamètre des roues passa de 22 à 24 pouces. Cependant, cette version à 4 roues motrices, malgré ses excellentes prestations, était encore au stade des essais lors de l'armistice. Il restera au stade des prototypes de mise au point mais ne sera jamais produit en série. Au moment de l'armistice, un prototype se trouvait toujours en test au CSM de Rome. Après-guerre, son architecture fut reprise pour réaliser les premiers Fiat 639 4x4 en 1950.

La version ambulance du Fiat 626N fut particulièrement diffusée au sein des unités sanitaires de l'armée italienne.
Avec ce modèle, Fiat V.I. fera avancer l'utilisation des cabines avancées avec sa grande innovation technique : l'extraction très aisée du moteur par l'avant de la cabine facilitée par la présence de galets sous les deux rails de support.
Nota : Fiat 626 "N" signifie moteur diesel (N = nafta - gas-oil en italien), "B" signifie moteur essence (B = benzina - essence en italien).

## Caractéristiques techniques
- Moteur : Fiat 326 - 6 cylindres diesel de 5 750 cm3, rapport de compression 18/1, ou essence 226 de même cylindrée et puissance,
- Puissance : 65 / 70 Ch DIN à 2 200 tr/min,
- Boîte de vitesses : 5 + AR,
- Vitesse maximale : 63 / 75 km/h,
- Pente maxi : 28 %,
- Poids : 3 160 kg à vide - 7,6 tonnes PTC - 14,0 tonnes PTRA
- Autonomie : 400 km sur route, 340 km en tout terrain.

L'embrayage monodisque à sec pouvait être démonté indépendamment de la boîte de vitesses et du moteur, en déposant simplement le carter inférieur. La boîte de vitesses disposait de 5 rapports avant et d'une marche arrière.
Le pont arrière accueillait le différentiel et le couple conique. Les demi-essieux pouvaient se sortir en bout sans démonter les roues ni soulever le véhicule.
Les freins à tambour hyrauliques étaient actionnés par un servofrein à air comprimé commandé par pédale. Ils étaient épaulés par un frein à main mécanique agissant sur la transmission.
La suspension postérieure était assurée par des ressorts à lames semi-elliptiques longitudinaux, doublés par des ressorts compensateurs. À l'avant, les ressorts à lames étaient couplés à des amortisseurs hydrauliques. Les roues étaient composées, comme pendant encore très longtemps chez Fiat, de jantes Trilex trois pièces en alliage d'aluminium.
Le circuit électrique 24 V était alimenté par une dynamo de 300 W et desservait deux phares et deux feux de position à l'avant, un feu rouge sur la plaque d'immatriculation arrière, les essuie-glaces, l'avertisseur sonore électrique et l'éclairage du tableau de bord.
Le plateau en bois était doté de ridelles rabattables sur la version civile. Sur la version militaire, seule la ridelle arrière, munie d'un marchepied, était rabattable. Pour le transport des troupes, 6 banquettes transversales pouvaient être installées, pour accueillir 18 soldats.

### La version Coloniale
À la demande de l'armée, Fiat développa une version destinée à être utilisée en Afrique, présentant quelques évolutions pour l'adapter au climat des colonies italiennes. Les deux filtres à air d'origine furent remplacés par des filtres à bain d'huile placés dans un caisson fixé sur le longeron gauche du châssis, devant la batterie. L'air était ensuite convoyé vers le moteur par un collecteur d'admission unique pour les 6 cylindres. Pour augmenter l'efficacité du refroidissement, un ventilateur à 6 pales remplaça le précédent à 3 pales. Afin d'augmenter l'autonomie du véhicule, un réservoir supplémentaire de 135 litres était monté transversalement à l'arrière du châssis. Enfin, les roues montaient des pneus basse pression 8,25x20 et des amortisseurs hydrauliques furent ajoutés sur l'essieu arrière. Le Fiat 626 N Coloniale fut produit jusqu'en 1940.

### La version châssis long
En 1940, Fiat lance une nouvelle version du modèle 626 avec châssis allongé, décliné en deux versions : le 626 NL (Nafta Lungo) pour le marché civil et le 626 NLM (Nafta Lungo Militare) pour l'armée. Le 626 NLM sera fabriqué à partir du second semestre 1940 et jusqu'en 1945, tandis que le NL ne restera en production jusqu'en 1948.
La puissance du moteur Fiat 326 était portée de 65 à 70 Ch DIN et les filtres à air remplacés par un filtre à bain d'huile, comme sur le 626 N Coloniale. Le pont arrière était équipé d'un système de blocage de différentiel manuel, tandis que le circuit électrique fonctionnait sous deux tensions : 12 V pour l'alimentation des phares et des accessoires et 24 V pour le démarrage. L'augmentation de l'empattement, qui passait de 3.000 à 3,320 mm, permis d'allonger le plateau de 3,650 mm à 4,004 mm. La hauteur des ridelles fut revue à la hausse, passant de 500 mm à 600 mm (et 650 mm pour la version NLM). La roue de secours, placée horizontalement sur le châssis juste derrière la cabine sur les versions précédentes, fut déplacée après le pont arrière pour laisser la place au caisson du filtre à bain d'huile. Le réservoir d'air comprimé, sur le flanc droit du châssis, qui se trouvait en partie sous la cabine sur les 626 N et NM, fut reculé et ainsi complètement dégagé de la cabine.
Les exemplaires du 626 NLM produits pour la "Regia Aeronautica" se distinguaient par la présence de deux roues de secours, augmentant le poids du véhicule de 75 kg.

### Les Fiat 626 BM et BLM essence
À la suite des premières expériences hivernales dans les Balkans qui mirent en évidence les difficultés de démarrage à froid du moteur Diesel, à la demande de l'armée, Fiat développa des versions propulsés par un moteur essence, désignées Fiat 626 BM (Benzina Militare) et BLM (Benzina Lungo Militare). Ces modèles conservaient la même structure que les NM et NLM et étaient propulsés par un moteur essence Fiat 226 conservant le bloc du Fiat 326, avec une alimentation adaptée avec l'ajout de bougies et d'un carburateur. Le réservoir avait une contenance portée à 110 litres pour compenser la consommation plus élevée du moteur essence. Le réservoir d'air comprimé dû être avancé et se retrouva en partie sous la cabine, comme sur les 626 N et NM. Produit de 1941 à 1945, le Fiat 626 BLM fut très apprécié par les militaires grâce à la grande flexibilité du moteur à essence qui était plus facile à mettre en route que le Diesel dans des conditions climatiques très rudes.

### Les versions surbaissées Fiat 626 RN et RB
En 1941, Fiat proposa deux versions surbaissés du 626, équipées des mêmes moteurs Diesel ou essence, désignés respectivement RN (Ribassato Nafta) et RB (Ribassato Benzina). Outre un châssis surbaissé, ces modèles présentaient un empattement porté à 3 700 mm. Bien que destinées à servir de base à des versions spéciales (autobus, ambulance, fourgon radio...), certains furent proposés en châssis cabine avec un plateau agrandi. Leur production prit fin en 1942.

### Le Fiat 626 EL à moteur électrique
Le Fiat 626 EL était propulsé par un moteur électrique Ansaldo alimenté par des batteries logées sur les flancs du châssis. Cette version est restée au stade du prototype testée prêt à être commercialisé.

## Le Fiat 626 dans les armées étrangères
Ce véhicule fut également beaucoup utilisé dans d'autres armées : 
- l'Armée française avait commandé 1 650 exemplaires en septembre 1939, au début de la Seconde Guerre mondiale. Elle reçoit environ 700 exemplaires entre février et juin 1940, interrompues par la déclaration de guerre italienne contre la France[1].
- Durant l'occupation allemande, une impulsion fut donnée au développement du Fiat 626 à gazogène. Une série, baptisée "626 BM" et équipée d'une cabine allemande Einheit (en bois), fut construite spécialement pour la Wehrmacht : 3,323 exemplaires furent livrés aux Allemands en 1944, et 23 en janvier 1945. Quelques-uns d'entre eux, abandonnés lors de la fuite de l'armée nazie, furent récupérés et utilisés par l'armée italienne à partir de 1945. Ces camions ont été baptisés Fiat 628. On ne connait pas le nombre de camions réquisitionnés par la Wehrmacht directement dans les usines Fiat.

On a dénombré :
- Italie : 30 500 exemplaires,
- France : 1 650 exemplaires (700 livrés),
- Allemagne : 3 346 exemplaires achetés, beaucoup d'autres réquisitionnés dans l'usine Fiat
- Bulgarie : 100 exemplaires.

Nota : Fiat n'a jamais communiqué le nombre de ses véhicules livrés (ou fournis) aux armées étrangères.

## Curiosités
- Fiat 626 N civil. La version civile se distingue par le triangle sur la cabine, les flèches de direction électriques et les ridelles latérales rabattables.

- Une série de fourgons sur châssis de Fiat 626 servit d'imprimerie mobile de campagne qui fut envoyée sur le front russe. D'aspect extérieur identique aux versions standard, les fourgons composants l'imprimerie de campagne remplissaient chacun une fonction précise : rédaction, imprimerie, radio... Ces fourgons étaient chauffés par un poêle à bois.

- Train routier RT 1000 : l'Autotreno Radio RT 1000, fut conçu en 1940 pour répondre aux besoins de la Regia Aeronautica. Il se composait d'un fourgon radio récepteur sur un Fiat 626 N et d'une remorque émettrice. La carrosserie du fourgon, produite par Macchi, était divisée en trois parties. Derrière le poste de conduite se trouvait le central téléphonique et radiophonique qui accueillait les postes récepteurs SAFAR 850/A et 741/A. Le compartiment arrière abritait les couchettes du personnel et, en dessous, les 4 batteries d'accumulateurs au fer-nickel. La remorque, conçue et carrossée par Viberti, recevait l'émetteur RT 1000, un groupe électrogène composé d'un moteur de Lancia Aprilia de 20 ch et d'un alternateur, deux batteries et les couchettes du personnel.

Le rôle du train routier RT 1000 était de guider les avions de chasse pour intercepter les formations de bombardiers alliés depuis les terrains d'aviation.
- Fourgon-atelier : Viberti fabriqua un fourgon atelier sur châssis Fiat 626 NL destiné aux installations électriques et doté d'équipements Ercole Marelli. Il fut utilisé par la Regia Aeronautica.

- Ambulances : deux modèles d'ambulance furent développés sur le châssis du Fiat 626. Le premier était destiné à la PAI  et se caractérisait par une carrosserie entièrement métallique. Le second, beaucoup plus répandu, était carrossé par Borsani à Milan et par Boneschi à Brianza (banlieue de Milan), sur un châssis 626 NM. Le compartiment sanitaire, recouvert de bois, pouvait accueillir 6 civières.

- Fiat fournira également aux carrossiers spécialisés le châssis du Fiat 626 RLN pour des utilisations diverses : autocars et autobus, véhicules de pompiers ou véhicule de vente ambulante.

- Après la signature de l'Armistice de Cassibile, l'armée nazie qui occupait l'Italie du Nord et contrôlait toutes les usines, en plus des 3,000 exemplaires achetés du Fiat 626 NM, commanda à Fiat une version spécifique au gazogène, à cause de la rareté des carburants fossiles, la version 626GL.

## L'autobus Fiat 626 RNL
De 1939 à 1949, Fiat fabriqua un autobus de 29+2 places sur un châssis de 626 NL surbaissé, baptisé Fiat 626 RNL. Par rapport au 626 NL, il avait un empattement porté à 4 050 mm et une garde au sol de 220 mm. Le châssis allongé était rigidifié à l'arrière par deux traverses et débarrassé des deux crochets d'attelage. Au droit de l'essieu arrière, les longerons étaient courbés pour abaisser au maximum le plancher de l'autobus. La suspension arrière ne comportait plus de ressorts compensateurs, qui étaient remplacés par des amortisseurs hydrauliques identiques à ceux montés à l'avant. La carrosserie, dessinée par Fiat était construite par Aeronautica d'Italia et Viberti, comportait des lignes particulièrement aérodynamiques. L'accès se faisait par deux portes. Les derniers bus sur châssis Fiat 626 RNL circulaient encore au début des années 1970.
Fiat fournit également la version châssis nu aux carrossiers spécialisés pour l'équipement en autocars et autobus spécifiques, comme cela était de coutume à l'époque. Une version avec empattement allongé de 950 mm verra le jour en 1948 afin de satisfaire la demande de certains carrossiers, comme Casaro, pour réaliser une version grand luxe de 26+3 places.
Le Fiat 626 RNL fut remplacé en 1949 par le Fiat 640 RNL.

## Production pour l'armée italienne
Les commandes passées par l'armée italienne sont :
- 1.650 Fiat 626 NLM le 19/12/1940,
- 1.000 Fiat 626 NLM le 04/08/1941,
- 490 Fiat 626 destinés à la Regia Aeronautica le 23/10/1941,
- 1.000 Fiat 626 BLM, 700 châssis de 626 NLM et 14 carrosseries d'autobus le 05/03/1942,
- 3.466 Fiat 626 BLM, 247 NLM et 3 châssis de NLM le 10/10/1942,
- 19.000 Fiat 626 BLM le 29/02/1943,
- 600 Fiat 626 BLM le 16/06/1943.

soit 28 156 camions et 14 autobus.
Conformément à son habitude, Fiat ne communique jamais les matériels militaires livrés aux armées étrangères.

## La gamme Fiat 626: N - NL - NM - NML - BM - BLM - C - EL - RN - RNL
| Modèle                      | 626 N                        | 626 NL                       | 626 NM                       | 626 NML                       | 626 BM                | 626 BML                       | 626 C                        | 626 EL                  | 626 RB - RN                  | 626 RNL                                      |
| --------------------------- | ---------------------------- | ---------------------------- | ---------------------------- | ----------------------------- | --------------------- | ----------------------------- | ---------------------------- | ----------------------- | ---------------------------- | -------------------------------------------- |
| Type                        | Camion civil                 | Camion civil châssis long    | Camion militaire             | Camion militaire châssis long | Camion militaire      | Camion militaire châssis long | Camion militaire colonial    | Camion électrique       | Camion civil surbaissé       | Châssis autocar / autobus                    |
| Composition                 | porteur 4x2                  | porteur 4x2                  | porteur 4x2                  | porteur 4x2                   | porteur 4x2           | porteur 4x2                   | porteur 4x2                  | porteur 4x2             | porteur 4x2                  | porteur 4x2                                  |
| Années de fabrication       | 1939 - 1940                  | 1940 - 1948                  | 1939 - 1945                  | 1940 - 1945                   | 1941 - 1945           | 1941 - 1945                   | 1941 - 1942                  | 1943                    | 1941 - 1942                  | 1939 - 1949                                  |
| Moteur type                 | Fiat 326 diesel inj. directe | Fiat 326 diesel inj. directe | Fiat 326 diesel inj. directe | Fiat 326 diesel inj. directe  | Fiat 226 essence      | Fiat 226 essence              | Fiat 326 diesel inj. directe | Fiat-Ansaldo électrique | Fiat 326 diesel inj. directe | Fiat 326 diesel inj. directe                 |
| Cylindrée (cm3)             | 6 cyl. - 5 750               | 6 cyl. - 5 750               | 6 cyl. - 5 750               | 6 cyl. - 5 750                | 6 cyl. - 5 750        | 6 cyl. - 5 750                | 6 cyl. - 5 750               | Électrique              | 6 cyl. - 5 750               | 6 cyl. - 5 750                               |
| Puissance (ch DIN à tr/min) | 65 à 2 200                   | 65 à 2 200                   | 70 à 2 200                   | 70 à 2 200                    | 70 à 2 200            | 70 à 2 200                    | 70 à 2 200                   | ?                       | 70 à 2 200                   | 70 à 2 200                                   |
| Vitesse (km/h)              | 62                           | 64                           | 60                           | 60                            | 65                    | 70                            | 70                           | ?                       | 70                           | 74                                           |
| Poids (kg) charge utile PTC | 3 140 / 6 600                | 3 520 / 7 600                | 3 000 / 6 600                | 3 320 / 7 050                 | 3 000 / 6 960         | 3 320 / 7 110                 | 3 140 / 7 050                | 3 000 / 6 960           | 3 000 / 6 960                | 27 pl + chauffeur                            |
| Dimensions (mm) L x l x H   | 5 790 x 2 157 x 2 675        | 6 220 x 2 157 x 2 675        | 5 790 x 2 157 x 2 675        | 6 220 x 2 157 x 2 675         | 5 790 x 2 157 x 2 675 | 6 220 x 2 157 x 2 675         | 5 790 x 2 157 x 2 675        | 5 790 x 2 157 x 2 675   | 5 790 x 2 157 x 2 675        | 7 905 x 2 350 x 2 694 (hors galerie de toit) |
| Empattement (mm)            | 3 000                        | 3 320                        | 3 000                        | 3 320                         | 3 000                 | 3 320                         | 3 000                        | 3 000                   | 3 700                        | 4 050                                        |
| Production (unités)         | 7.941                        |                              |                              | 4.090 pour l'armée italienne  |                       | 24.066 pour l'armée italienne |                              |                         |                              |                                              |